# DJ Kane (álbum)
DJ Kane es el primer álbum de estudio de DJ Kane. Fue lanzado al mercado el 23 de marzo de 2004.

## Lista De Canciones
| N.º | Título                                 | Escritor(es)                                   | Duración |  |
| 1.  | «Intro»                                |                                                | 0:41     |  |
| 2.  | «La Negra Tomasa»                      | Guillermo Rodríguez Fiffe                      | 3:39     |  |
| 3.  | «Mía»                                  | Claudia Brant, Gen Rubin, Howie Dorough        | 3:41     |  |
| 4.  | «Puras Mentiras»                       | Claudia Brant, Jason Cano, Gen Rubin           | 4:00     |  |
| 5.  | «Que Buena Vida»                       | Claudia Brant, Jason Cano, Jeeve               | 4:07     |  |
| 6.  | «Kane's Harem (Te Voy A Hacer Bailar)» | Claudia Brant, Jason Cano, Jeeve, Travis House | 3:56     |  |
| 7.  | «No Me Dejes Sin Tu Amor»              | Claudia Brant, Jason Cano, Gen Rubin           | 4:114    |  |
| 8.  | «Pisa Fuerte»                          | Claudia Brant, Gen Rubin                       | 3:29     |  |
| 9.  | «Mírame»                               | Claudia Brant, Luis Fonsi                      | 4:57     |  |
| 10. | «Mía (Cumbia Versión)»                 | Claudia Brant, Gen Rubin, Howie Dorough        | 3:33     |  |
| 11. | «Que'lo Que Tiene»                     | Claudia Brant, Jason Cano                      | 4:02     |  |
| 12. | «You Still Belong To Me»               | Claudia Brant, Gen Rubin, Howie Dorough        | 3:43     |  |
| 13. | «La Negra Tomasa (Club Agenda Mix)»    | Guillermo Rodríguez Fiffe                      | 6:23     |  |